# MMAA
MMAA‏ (Methylmalonic aciduria (cobalamin deficiency) cblA type) هوَ بروتين يُشَفر بواسطة جين MMAA في الإنسان.